# Jelena Rieznik
Jelena Rieznik (ur. 20 sierpnia 1978) – kazachska lekkoatletka specjalizująca się w skoku o tyczce. Wielokrotna mistrzyni i rekordzistka kraju

## Rekordy życiowe
- skok o tyczce – 4,01 (2000)
- skok o tyczce (hala) – 3,90 (2001 i 2002)